# Gonatozygon pilosum
Gonatozygon pilosum là một loài Song tinh tảo trong họ Mesotaeniaceae, thuộc chi Gonatozygon.